# Кастера Лу
Кастера Лу (фр. Castéra-Lou) насеље је и општина у јужној Француској у региону Миди Пирене, у департману Горњи Пиринеји која припада префектури Тарб.
По подацима из 2011. године у општини је живело 207 становника, а густина насељености је износила 42,95 становника/km². Општина се простире на површини од 4,82 km². Налази се на средњој надморској висини од 300 метара (максималној 332 m, а минималној 231 m).

## Демографија
| 1962. | 1968. | 1975. | 1982. | 1990. | 1999. | 2011. |
| ----- | ----- | ----- | ----- | ----- | ----- | ----- |
| 93    | 108   | 99    | 145   | 163   | 154   | 207   |

График промене броја становника у току последњих година